# Пржепольський Тадеуш Юліанович
Тадеуш Юліанович Пржепольський — колишній український радянський футболіст, захисник. Грав за київські команди «Динамо» і «Залдор» та збірну Києва. Входив до складу 12 найкращих футболістів України 1929 року. Учасник історично першого міжнародного матчу «Динамо» з робітничою командою Нижньої Австрії «Дойч Ваграм».

## Загальні відомості

Київське «Динамо» перед матчем із дніпропетровським. Зліва направо: Пржепольський, Сердюк, Бардадим, Малхасов, Синиця, Тютчев, Піонтковський, Печений, Бланк, Денисов, Ідзковський

1929—1934 року Тадеуш Пржепольський з перервами грав за київське «Динамо».
Був учасником матчу 28 липня 1929 року, в якому київське «Динамо» взяло в Москві сенсаційний реванш у одноклубників — 2:1.
Легендарний капітан київського «Динамо» К. В. Щегоцький згадував про свого одноклубника: «Самовіддано діяв в захисті Тадеуш Пржепольський, хоча йому іноді не вистачало техніки. Високий на зріст, худорлявий, темноволосий, він користувався незмінною повагою партнерів, які знали, що Тадек заради команди піде у вогонь і воду. Якось у Дніпропетровську він провів весь другий тайм із зламаними пальцями на руці, знаючи, що немає заміни. Скромний, невимогливий, доброзичливий, Пржепольський працював слюсарем і дуже пишався своєю професією.»
1934 року грав за збірну команду Києва на всеукраїнських турнірах.
1936—1937 — гравець київського «Локомотива».
Під час німецької окупації залишався в Києві — на той час вже був ветераном. 1942 року був запрошений до команди ювелірного заводу «Алмаз», яка зіграла в окупованому Києві матч з угорською командою GK «Szero».